# Karakaşlar
Die Karakaşlar (türkisch) oder Konyosos (Ladino) sind neben den Izmirim (izmirli, in Saloniki auch kapancı) und Yakubiler (Jacobiten) eine der drei jüdischen Dönme (Apostaten)-Sekten. Die Bezeichnung Karakaşlar leitet sich von „schwarze Augenbrauen“ ab.

## Geschichte
Die Karakaşlar gingen zu Beginn des 18. Jahrhunderts aus einer Bewegung im Osmanischen Reich hervor, die Schabbtai Zvi und sein messianisches Projekt ausgelöst hatte. Kennzeichnend für sie ist eine große Geheimhaltung. Die Karakaşlar glaubten nicht, dass die Seelenübertragung Zwis auf dessen Schwager Jakob Querido erfolgt war, sondern auf Baruchja Russo (1677–1720), den Anführer dieser dem Islam nahestehenden neosabbatianischen Bewegung. Russo stammte aus einem jüdischen Elternhaus, das zu den frühen Anhängern von Zvi zählte.
Seine Anhänger betrachteten ihn als Reinkarnation von Schabbtai Zvi, seit 1716 als göttliche Inkarnation, nach seiner Konversion zum Islam wurde er „Osman Baba“ genannt. Vertreter der Sekte wurden nach Polen, Deutschland und Österreich entsandt, wo sie in den Jahren 1720 bis 1726 beträchtliches Aufsehen erregten. Die Zahl ihrer Mitglieder wird auf mehrere Hundert bis mehrere Tausend geschätzt. Später spalteten sich die Frankisten aus dieser Bewegung ab.